# تپه علی ریحان
تپه علی ریحان مربوط به عصر برنز II- هزاره اول و ۲ قبل از میلاد - سدهٔ ۴ تا ۶ ه.ق است و در شهرستان اشنویه، بخش نالوس، دهستان اشنویه جنوبی، روستای ده کرجی واقع شده و این اثر در تاریخ ۷ اسفند ۱۳۸۵ با شمارهٔ ثبت ۱۷۶۷۳ به‌عنوان یکی از آثار ملی ایران به ثبت رسیده است.